# Маріон-Сентер (Пенсільванія)
Маріон-Сентер (англ. Marion Center) — місто (англ. borough) в США, в окрузі Індіана штату Пенсільванія. Населення — 405 осіб (2020).

## Географія
Маріон-Сентер розташований за координатами 40°46′14″ пн. ш. 79°2′50″ зх. д. / 40.77056° пн. ш. 79.04722° зх. д. (40.770518, -79.047210).  За даними Бюро перепису населення США в 2010 році місто мало площу 1,92 км², уся площа — суходіл.

## Демографія
Згідно з переписом 2010 року, у селищі мешкала 451 особа в 173 домогосподарствах у складі 125 родин. Густота населення становила 234 особи/км².  Було 194 помешкання (101/км²).
Расовий склад населення:
| - 98,9 % — білих - 0,4 % — чорних або афроамериканців - 0,2 % — корінних американців - 0,2 % — азіатів |

До двох чи більше рас належало 0,0 %. Частка іспаномовних становила 0,0 % від усіх жителів.
За віковим діапазоном населення розподілялося таким чином: 30,8 % — особи молодші 18 років, 57,7 % — особи у віці 18—64 років, 11,5 % — особи у віці 65 років та старші. Медіана віку мешканця становила 33,1 року. На 100 осіб жіночої статі у селищі припадало 86,4 чоловіків;  на 100 жінок у віці від 18 років та старших — 83,5 чоловіків також старших 18 років.
Середній дохід на одне домашнє господарство  становив 51 511 долар США (медіана — 42 250), а середній дохід на одну сім'ю — 58 790 доларів (медіана — 46 932). Медіана доходів становила 44 464 долари для чоловіків та 24 375 доларів для жінок. За межею бідності перебувало 17,3 % осіб, у тому числі 23,4 % дітей у віці до 18 років та 10,2 % осіб у віці 65 років та старших.
Цивільне працевлаштоване населення становило 195 осіб. Основні галузі зайнятості: освіта, охорона здоров'я та соціальна допомога — 25,1 %, роздрібна торгівля — 16,9 %, сільське господарство, лісництво, риболовля — 16,9 %.